# Bénigne Gagneraux
Bénigne Gagneraux (Dijon, 1756 - 1795) foi um pintor da França do século XVIII. Instruído pela primeira vez na escola de Dijon, sob François Devosge, de onde prosseguiu para Roma, onde adquiriu reputação por sua imagem do Encontro de Gustavo III da Suécia com o Papa Pio VI., que agora está no Palácio do Rei em Estocolmo. No Museu Dijon, há fotos de Soranus e Servilius, Batalha de Senef, Passagem do Reno pelo exército francês sob Condé, Bacanal, Cavalaria e Triunfo de Netuno. Devido aos distúrbios em Roma, ele deixou a cidade e se retirou para Florença, onde morreu em 1795. Nos Uffizi, em Florença, estão seu próprio retrato, uma Cena de Batalha e uma Caça ao Leão.

## Bibliografia

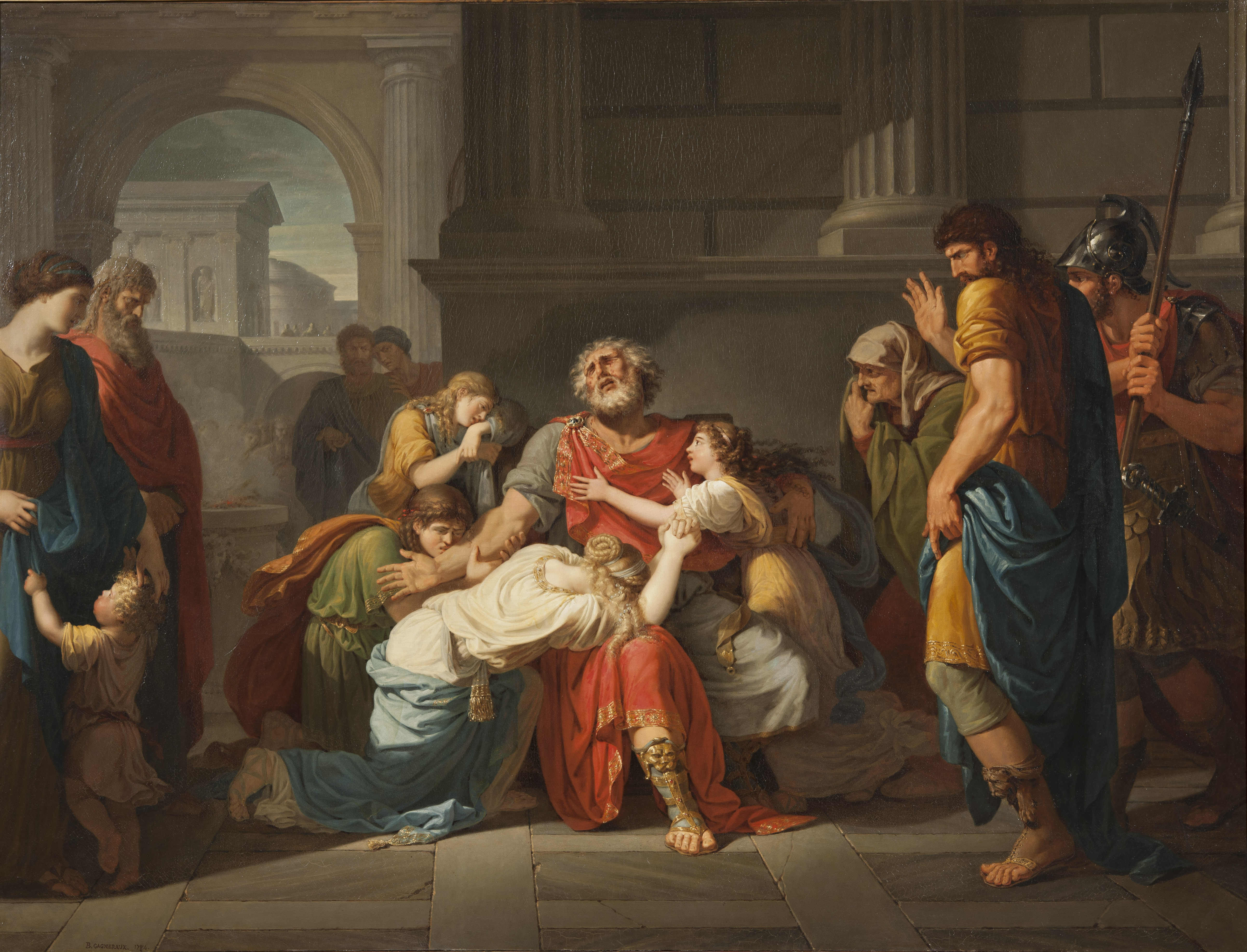
O cego Édipo elogiando seus filhos aos deuses, 1784, agora no Nationalmuseum de Estocolmo